# Stiernheim
Stiernheim var en svensk adelsätt, som äldst kan leda släkten till Strängnäs.
Ättens äldste kände stamfader var sysslomannen i Strängnäs, Anders Sundel, som levde på 1600-talet. Hans son Anders Sundel var stadssekreterare i Strängnäs, och enligt Anrep också verksam vid Strängnäs gymnasium, och gift med  Brita Persdotter Widman. Hon i sin tur var dotter till prosten i Köping, Petrus Olai Vibyensis och hans första hustru Elisabeth Lithman, som var dotter till prosten i Örebro, Nicolaus Jacobi Bothniensis och syster till Carolus Lithman. Enligt uppgifter från herdaminnena tillhörde prosten Bothniensis Bureätten.

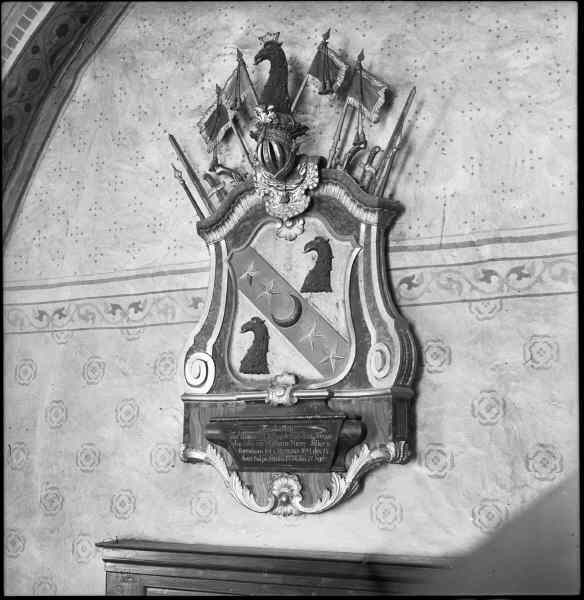
Huvudbanér över Petter Stiernheim (även Peter Stiernheim) (1681-1734) i Österhaninge kyrka, i Haninge kommun i Södermanland, där hans vapen ses till vänster om altaret vid Bielkenstiernska gravkoret. Peter Sundel adlades Stiernheim år 1719. Han gifte sig 1711 med Charlotta Wetverstedt (1696-1766) och paret fick tio barn.

Paret Sundel-Widman fick flera barn. En av sönerna, Peter Sundel (1681-1734) inträdde efter studier vid Uppsala universitet i militären, och hade rangen av ryttmästare vid Adelsfanan när han år 1719 adlades med namnet Stiernheim. Han hade då varit tillfångatagen efter slaget vid Perevolotjna men lyckats rymma. Peter Stiernheim blev introducerad på Riddarhuset under nr 1646, och skrev sig till Hesslingby och Åbrunna. Hans hustru var Charlotta Wetverstedt, en dotter till direktören för Utö gruvor. Paret fick tio barn, av vilka flera av döttrarna gifte sig ofrälse eller utrikes. Äldste sonen Mattias Peter Stiernheim var kommendörkapten, men avled barnlös. Hans bror Carl Gustaf Stiernheim till Utö var kammarherre, och fick en son som gick i rysk tjänst och avled barnlös i Ryssland, och av de andra barnen gifte sig en dotter med Jakob Johan Svedenstierna, och fick genom honom flera ättlingar.
Ännu en bror till Mattias Peter Stiernheim, Conrad Johan Stiernheim, var överstelöjtnant och riddare av Svärdsorden, och fick bara döttar av vilka endast en gifte sig, och då ofrälse.  Conrad Johan Stiernheim slöt därmed ätten på svärdssidan när han avled 1793.
Peter Sundel hade emellertid en bror, krigskommissarie Carl Sundel, som i sitt äktenskap med Elsa Danckwardt hade sönerna majoren Magnus Carl Sundel och Georg Petter Sundel som avled 1773 efter att ha instiftat Noors fideikommiss. Samma år han avled adopterades Magnus Carl Sundel på farbroderns adliga namn och nummer, och ärvde då sin barnlöse broder. Han var gift med Sofia Elisabet (född Rosentwist), och fick med henne en son och en dotter. Sonen kaptenen Georg Per Stiernheim avled barnlös 1830 och slöt ätten på svärdssidan. han syster Beata Christina Stiernheim blev då fideikommissarie för Noor, och hennes dotter med Henrik Hård af Segerstad, Ulrica Sophia Hård blev därmed arvinge till fideikommisset. Beata Christina Stiernheim slöt slutligen ätten på spinnsidan år 1847.